# Nin-gublaga
 (décembre 2024).
Si vous disposez d'ouvrages ou d'articles de référence ou si vous connaissez des sites web de qualité traitant du thème abordé ici, merci de compléter l'article en donnant les références utiles à sa vérifiabilité et en les liant à la section « Notes et références ».
En pratique : Quelles sources sont attendues ? Comment ajouter mes sources ?
Nin-gublaga est une divinité secondaire de la Mésopotamie antique 
Cette divinité était vénérée à Ur et dans sa région, à Ki-abrig.